# Jory Vinikour
Jory Vinikour (Chicago, 12 maggio 1963) è un clavicembalista statunitense.
Dal 1990 vive a Parigi, dove ha studiato con una borsa di studio della Fondazione Fulbright, con Huguette Dreyfus e Kenneth Gilbert.

## Biografia
Mr. Vinikour si è esibito come solista in tutta Europa e negli Stati Uniti, così come in Asia e Sud America. Importanti apparizioni da solista comprendono Carnegie (Weill) Recital Hall, Music Before 1800 (New York), Baldwin-Wallace Bach Festival e molti altri. Il suo repertorio concertistico spazia da Bach a Nyman e Vinikour si esibisce regolarmente nei moderni concerti per clavicembalo, come la Petite Symphonie Concertante di Frank Martin e il Concerto per clavicembalo dello stesso compositore.
Ha accompagnato il mezzosoprano svedese Anne Sofie von Otter in recital e con il liutista Jakob Lindberg, hanno registrato un programma di musica inglese e italiana del XVII secolo dal titolo "Musica per un po'".
Nelle ultime stagioni, il signor Vinikour è apparso come direttore con la Hong Kong Philharmonic Orchestra, l'Orchestra da Camera coreana, la Los Angeles Chamber Orchestra, musicAeterna (Perm, Russia), Juilliard415 e la Musica Angelica Baroque Orchestra, dirigendo sempre dal clavicembalo.

## Registrazioni
Ha inciso le Variazioni Goldberg di Bach nel 2002, Delos Productions, e sette toccate per clavicembalo (BWV 910-916) nel 1999. Si esibisce (su un clavicembalo Pleyel restaurato) in una registrazione della Petite symphonie concertante di Frank Martin, con l'Orchestra da Camera di Losanna, sotto la direzione di Armin Jordan. Ha registrato quattro suite per clavicembalo di Bernard de Bury nel 2006. La sua registrazione dei 1720 delle Suite di Georg Friedrich Händel è stata pubblicata nel 2008.
Nel 2012 la registrazione di Jory Vinikour delle Opere Complete per Clavicembalo di Jean-Philippe Rameau è stata nominata per un Grammy Award nella categoria Best Classical Instrumental Solo recording, un risultato unico per una registrazione di clavicembalo. La registrazione del signor Vinikour di composizioni contemporanee americane per clavicembalo, Toccate, con opere di Mel Powell, Henry Cowell, Ned Rorem, Robert Muczynski, Harold Meltzer e altri è stata nominata, nella stessa categoria, nel mese di dicembre 2014.
Mr. Vinikour ha insegnato perfezionamento di clavicembalo presso l'Austrian Baroque Academy (Gmunden), il Conservatorio di Mosca, il Gnessin State Musical College, l'Accademia Europea di Montepulciano e il Rocky Ridge Music Center (Colorado). John von Rhein del Chicago Tribune ha nominato il Sig Vinikour tre volte nella sua lista delle dieci migliori registrazioni classiche: nel 1999 (Toccate di Bach), nel 2002 (Variazioni Goldberg) e nel 2012 (Opere Complete per Clavicembalo di Rameau).

## Meriti e premi
- 1987 - Paris Harpsichord Competition - Prize for contemporary music
- 1993 - First International Harpsichord Competition of Warsaw - 1st prize
- 1994 - Prague Spring Competition - 1st prize, and overall prize of Festival